# Mniotype occidentalis
Mniotype occidentalis is een vlinder uit de familie uilen (Noctuidae). De wetenschappelijke naam is voor het eerst geldig gepubliceerd in 2010 door Yela, Fibiger, Ronkay & Zilli.
De soort komt voor in Europa.